# Dio è morto (se Dio muore, è per tre giorni poi risorge)/Per fare un uomo
Dio è morto (se Dio muore, è per tre giorni poi risorge)/Per fare un uomo è il sesto singolo discografico dei Nomadi, pubblicato in Italia nel 1967 dalla Columbia.

## Descrizione
Entrambe le canzoni sono scritte da Francesco Guccini ed inserite nell'album Per quando noi non ci saremo.
Per fare un uomo non è mai stata incisa in studio dal suo autore ma solamente dal vivo nel disco Album concerto, realizzato con i Nomadi. Nello stesso anno fu anche incisa da Caterina Caselli nell'album Diamoci del tu con delle piccole varianti nel testo. Sempre nello stesso anno fu interpretata dai Profeti nell'album Bambina sola.

## Tracce
1. Dio è morto (se Dio muore, è per tre giorni poi risorge) – 2:42
2. Per fare un uomo – 2:50

Durata totale: 5:32

## Formazione
- Beppe Carletti: tastiere
- Bila Copellini: batteria
- Gianni Coron: basso
- Augusto Daolio: voce
- Franco Midili: chitarra